# Rallye du Brésil
Le rallye du Brésil est une course automobile de rallye.
Actuellement épreuve du championnat sud-américain de rallye (SARC). Il fut incorporé au championnat du monde des rallyes en 1981 et 1982.

## Palmarès
| Année | Pilote         | Copilote       | Voiture            |
| ----- | -------------- | -------------- | ------------------ |
| 1979  | Markku Alén    | Ilkka Kivimäki | Fiat 131 Abarth    |
| 1980  | Arno Hees      | Andre Cesar    | Fiat 147           |
| 1981  | Ari Vatanen    | David Richards | Ford Escort RS1800 |
| 1982  | Michèle Mouton | Fabrizia Pons  | Audi Quattro       |